# مانو اسملینکس
مانو اسملینکس (انگلیسی: Manu Snellinx؛ زادهٔ ۲۳ اوت ۱۹۴۸) دوچرخه‌سوار اهل بلژیک است.